# Charles Sweeney
Major Charles W. Sweeney (Lowell, 27 de dezembro de 1919 — Boston, 16 de julho de 2004) foi um oficial do Exército dos Estados Unidos durante a Segunda Guerra Mundial.
Tornou-se célebre ao pilotar o avião que lançou a bomba atômica Fat Man sobre Nagasaki, em 9 de agosto de 1945.
Ao longo de sua vida, Sweeney defendeu abertamente a ação. Mais tarde, porém, fez a ressalva: "Espero que minha missão tenha sido a última desse tipo". Sweeney foi promovido a general de brigada em 1956 e aposentou-se 20 anos depois.
Morreu no dia 15 de julho de 2004, no Hospital Geral de Massachusetts em Boston, aos 84 anos.